# Allotrichoma strandi
Allotrichoma strandi is een vliegensoort uit de familie van de oevervliegen (Ephydridae). De wetenschappelijke naam van de soort is voor het eerst geldig gepubliceerd in 1942 door Duda.